# Alimzjan Tochtachunov

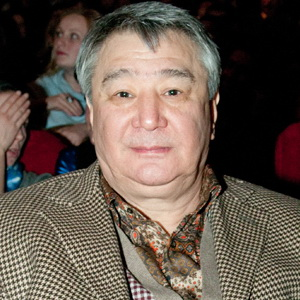

Alimzjan Tursunovitj Tochtachunov (Ryska: Алимжан Турсунович Тохтахунов) är en affärsman, och tidigare idrottsman med uzbekiskt ursprung. Han har påståtts ha relationer till den organiserade brottsligheten och mutande av konståkningsjuryn under olympiska vinterspelen 2002.

## Biografi
Tochtachunov föddes 1949 i Tasjkent, Uzbekistan (dåvarande Sovjetunionen). I sina tidiga år var han fotbollsspelare på amatörnivå, och spelade för juniorlaget i Pachtakor i några säsonger. När hans försök att fortsätta sin karriär i CSKA Moskva misslyckades slutade han snart med fotbollen. Tochtachunov satt i fängelse vid två tillfällen: 1972 och 1985 för parasitism.  
Under det tidiga 1990-talet lämnade han Ryssland och bosatte sig i Paris, Frankrike. Där påstås han snart blivit indragen i olagliga affärer och smuggling av hårdvara från Tyskland. Han rapporterades även ha relationer med den ryska maffian.
Under 2002 blev Tochtachunov anklagad för att ha mutat konståkningens jury och greps i Italien på uppmaning av USA, men den italienska domstolen friade honom.